# Bellonia azulitensis
 (mai 2021).
Genre
Espèce
Bellonia azulitensis, unique représentant du genre Bellonia, est une espèce d'opilions eupnois de la famille des Sclerosomatidae.

## Distribution
Cette espèce est endémique de l'État de Mérida au Venezuela. Elle se rencontre vers La Azulita.

## Étymologie
Son nom d'espèce, composé de azulit[a] et du suffixe latin -ensis, « qui vit dans, qui habite », lui a été donné en référence au lieu de sa découverte, La Azulita.

## Publication originale
- González-Sponga, 2003 : « Arácnidos de Venezuela. Seis nuevos géneros y ocho nuevas especies de Opiliones Palpatores del Edo. Mérida (Phalangidae: Gagrellinae). Lista de las especies de Palpatores descritos de Venezuela. » Academia de Mérida, vol. 8, no 16, p. 81–118.